# Bogomil Brvar
Bogomil (Bogo) Brvar, slovenski statistik, informatik, kriminolog, državni sekretar (politik), * 30. maj 1947, Mlinše.
Med 26. januarjem in 8. novembrom 1993 je bil državni sekretar Republike Slovenije na Ministrstvu za notranje zadeve Republike Slovenije.